# Мирамиши (залив)
Мирамиши́ (англ. Miramichi Bay) — залив на юго-востоке Канады, в западной части Залива Святого Лаврентия.
Залив Мирамиши расположен в устье одноимённой реки и является её эстуарием. Залив разделён барьером из необитаемых песчаных островов на «Внутреннюю бухту» и «Внешнюю бухту». Под действием ветра и волн острова беспрестанно меняют свой вид, но они защищают внутреннюю бухту от океанских штормов в Заливе Святого Лаврентия.
Внутренняя бухта — это часть долины реки, затопленной в результате повышения уровня моря. Древнее русло реки Мирамиши сейчас стало судоходным каналом через внутреннюю бухту для океанских судов, входящих в порт Мирамиши (до 1995 года порты Чатем и Ньюкасл). Глубина внутренней бухты всего только 4 метра, а навигационного канала — от 6 до 10 м. Несмотря на углубление канала порт сейчас доступен только судам с небольшой осадкой.
Залив является высокопродуктивной экосистемой, несмотря на относительно небольшие размеры. В залив попадает значительное количество пресной воды из реки Мирамиши и её притоков, поэтому вода залива несколько меньшей солености. Мелкая внутренняя бухта быстро согревается в течение лета. Органические вещества, приносимые рекой, и теплая вода приводят к высокой продуктивности бухты. Обыкновенный тюлень является наиболее типичным представителем млекопитающих залива. Чайка, речная крачка, большая голубая цапля, темноклювая гагара, баклан, опоясанный пегий зимородок, ржанка, бекас и зуёк гнездятся на побережья залива.